# William Albert Penn
William Albert Penn (Long Branch (New Jersey), 11 januari 1943) is een Amerikaans componist, muziekpedagoog en trompettist.

## Levensloop
Penn hij kreeg eerste muzieklessen in zijn jeugdjaren en leerde trompet te bespelen. Hij studeerde trompet bij Frank Cippola aan de toenmalige University of Buffalo Buffalo, New York, nu: State University of New York at Buffalo (SUNY Buffalo). Hij speelde ook in het harmonieorkest van deze universiteit, dat eveneens van Frank Cippola gedirigeerd werd. Cippola motiveerde hem ook een paar stukken voor dit harmonieorkest te componeren. In 1964 behaalde hij zijn Bachelor of Fine Arts aan de SUNY Buffalo. Hij studeerde verder aan deze universiteit bij onder anderen Henri Pousseur en Mauricio Kagel en behaalde zijn Master of Music in 1967.
Hij bleef eerst nog in de buurt van de universiteits-campus en componeerde en musiceerde voor en in de bekende avant-garde groep Creative Associates. Deze groep had het doel, jonge componisten en musici te steunen. Zij speelden onder andere in de Carnegie Hall en dergelijke concertgebouwen en waren ook verbonden met Lukas Foss en George Crumb. 
In 1969 werd hij assistent docent aan de Michigan State University in East Lansing en promoveerde aldaar in 1971 tot Ph.D. (Philosophiæ Doctor). Hij werd daar bekend met de latere componist David Maslanka. Van 1971 tot 1978 was hij docent voor muziektheorie en compositie aan de bekende Eastman School of Music in Rochester New York. Verder was hij professor voor compositie en elektronische muziek aan de University of Connecticut en directeur van de elektronische studio's aan de Universiteit van Arizona in Tucson. Hij was ook gastdocent voor compositie en huiscomponist aan de University of South Carolina. 
Sinds 1975 is producent bij de Folger Shakespeare Theatre and Sounds Reasonable Records in Washington D.C. werkzaam. Verder werkt hij voor het label Arizona University Recordings. 
Als componist werkte hij voor verschillende organisaties en instellingen zoals bijvoorbeeld voor het Eliot Feld Ballet, Atlanta Symphony Orchestra, Tucson Symphony Orchestra, Indianapolis Symphony Orchestra, Williamstown Theatre Festival, Folger Shakespeare Theatre, het New York Shakespeare Festival en het Aspen Music Festival. Zijn werken werden uitgevoerd in de Lincoln Center, de Carnegie Hall, de John F. Kennedy Center for the Performing Arts, het Smithsonian Institution, het National Air and Space Museum en het Japan World's Fair. Hij ontving talrijke prijzen van de American Society of Composers, Authors and Publishers (ASCAP) en verschillende prijzen de National Endowment for the Arts & Meet the Composer competitie. 

## Composities

### Werken voor orkest
- 1978 Crystal rainbows - the sounds of Harmonious craft
- 1983 Selections from "Romeo and Juliet", voor orkest
- Spectrums, voor orkest

### Werken voor harmonieorkest
- 1972 Designs, voor harmonieorkest, jazz-kwintet en slagwerk
- 1973 Inner Loop
- 1973 Niagara 1678
- 1991 A Cornfield in July and The River, voor middenstem en harmonieorkest - tekst: Hamlin Garland
- Fanfare for the American Wind Symphony
- Mr. Toad's Wild Adventure
- Smilin' Trough

### Muziektheater

#### Toneelmuziek
- 1980 Pericles
- The Winter's Tale - tekst: William Shakespeare
  1. Overture
  2. Sprightly music to lovers
  3. Music to Awake the Salute
  4. End cue
  5. Country Dance
- Troilus and Cressida
  1. Scene Change into Greek Camp
  2. Greek Revels
  3. Love Theme for Troilus and Cressida
  4. Alternate scene change into Greek Camp
  5. Helen and Paris
  6. Achilles' Tent
- King Lear - tekst: William Shakespeare
  1. Mad Music for Edgar
  2. Lear's eath and Ascension
- Merry Wives of Windsor - tekst: William Shakespeare
  1. Overture
  2. Music for the Garter Inn
  3. Plotting Music
  4. Intermission 1
  5. Top of Act 2
  6. Oh, sweet Anne Page
  7. Mistress Page!
  8. Chase Music
- Measure for Measure
- Two Gentelmen of Verona
- Othello - tekst: William Shakespeare
  1. Overture
  2. Drums and Brass to the tune of "The Willow Song"
  3. Curtain Call
- Cymbelin - tekst: William Shakespeare
  1. Overture
  2. Dirge
  3. Cloten theme, part 1
  4. Love theme for oboe
  5. Cloten theme, part 2
  6. Top of Act 2
- As You Like It - tekst: William Shakespeare
  1. Main Theme
  2. Blow, blow thou Winter Wind
  3. Gentle Romantic
- Hamlet - tekst: William Shakespeare
- A Midsummer Night's Dream - tekst: William Shakespeare
  1. Overture
  2. On the Ground
  3. Rock the Ground
  4. Charm Music Underscore
  5. If We Shadows Have Offended

### Werken voor koor
- Humana Sine Nomine, voor spreker, gemengd koor, piano en slagwerk
- Il Primo Libro de Frottole et de Madrigali, a Tre, Quattro et Cinque Voci

### Vocale muziek
- A Cornfield in July, for baritone & piano
- Garland Songs, zangcyclus middenstem en piano - tekst: Hamlin Garland
- Three Songs on Three Teton Sioux Poems, voor sopraan, twee piano's en twee slagwerkers

### Kamermuziek
- Capriccio, voor tuba en marimba (of gesynthesiseerd geluidsband)
- Chamber Music I, voor altviool en piano
- Chamber Music II, voor cello en piano
- Diversions, voor marimba en altsaxofoon
- Le Rêve du Sultan, voor variabel ensemble - gebaseerd op een schilderij Le Bain Turc van de Franse kunstschilder Jean Auguste Dominique Ingres
- Night Music, voor elf dwarsfluiten en harp
- Perpetual Motion, voor saxofoon en marimba
- Strijkkwartet nr. 1
- Three Essays, voor solo tuba
- Trio, voor viool, klarinet en piano
- Ultra Mensuram, voor drie koperkwintetten

### Werken voor piano
- 24 Transcriptions of Eskimo Dance Music and Songs from the Book: "Drum Dance" by Charles Hofmann
- American Portraits: Three Pieces for One Piano, piano vierhandig
- Rescued from the Eagle's Nest

### Werken voor klavecimbel
- Fantasy

### Werken voor slagwerk
- Four Preludes for Leigh Howard Stevens, voor marimba
- Sonoran Suite, voor marimba-kwartet

### Elektronische muziek
- Living in the Next Great Ice Age, elektro-akoestische fantasie